# Пажман (річка)
Пажма́н (рос. Пажман) — річка в Росії, ліва притока Пизепу. Протікає територією Кезького району Удмуртії.
Річка починається на південний схід від присілку Асан. Тече спочатку на південний захід, після прийому ліворуч притоки Бидзімшур, повертає на захід з невеликим відхиленням на північний захід. Впадає до Пизепу нижче присілку Новий Пажман. Місцями береги річки заліснені, особливо у верхній течії. Окремі ділянки заболочені, особливо у нижній течії, де розвідані поклади торфу.
Приймає декілька дрібних приток, найбільшою з яких є ліва Бидзімшур (має праву притоку Танайшур). В межах присілку Новий Пажман на річці створено ставок площею 0,12 км².
Над річкою розташовано село Александрово, присілки Старий Пажман та Новий Пажман.